# Piet Elling

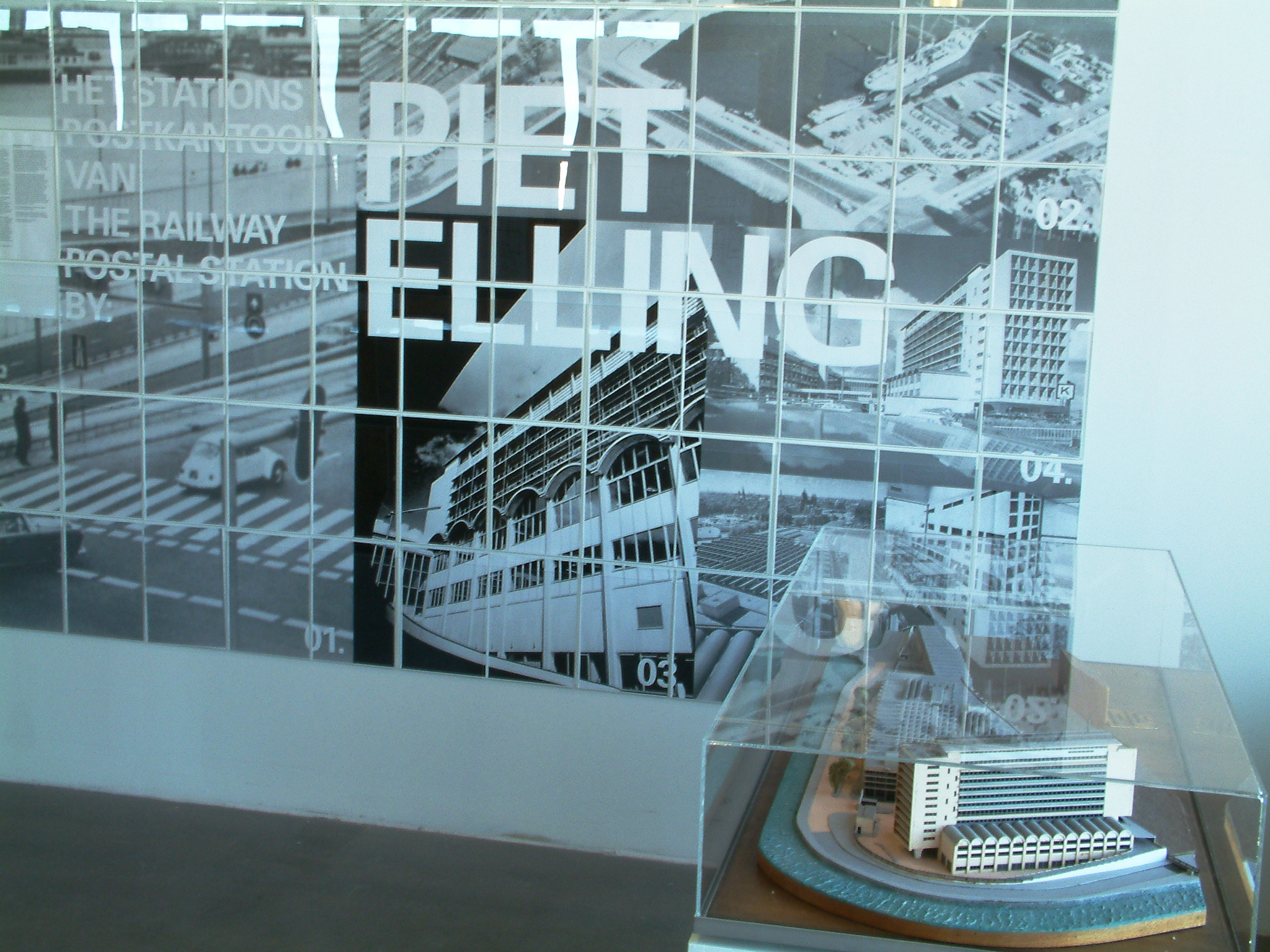
maquette en ontwerpen van zijn Stations-postkantoor

Petrus Johannes (Piet) Elling (Utrecht, 30 januari 1897 - Amsterdam, 20 november 1962) was een Nederlandse architect. De Utrechtse architect en meubelontwerper Piet Klaarhamer (1874-1954) was zijn leermeester. 

## Werk

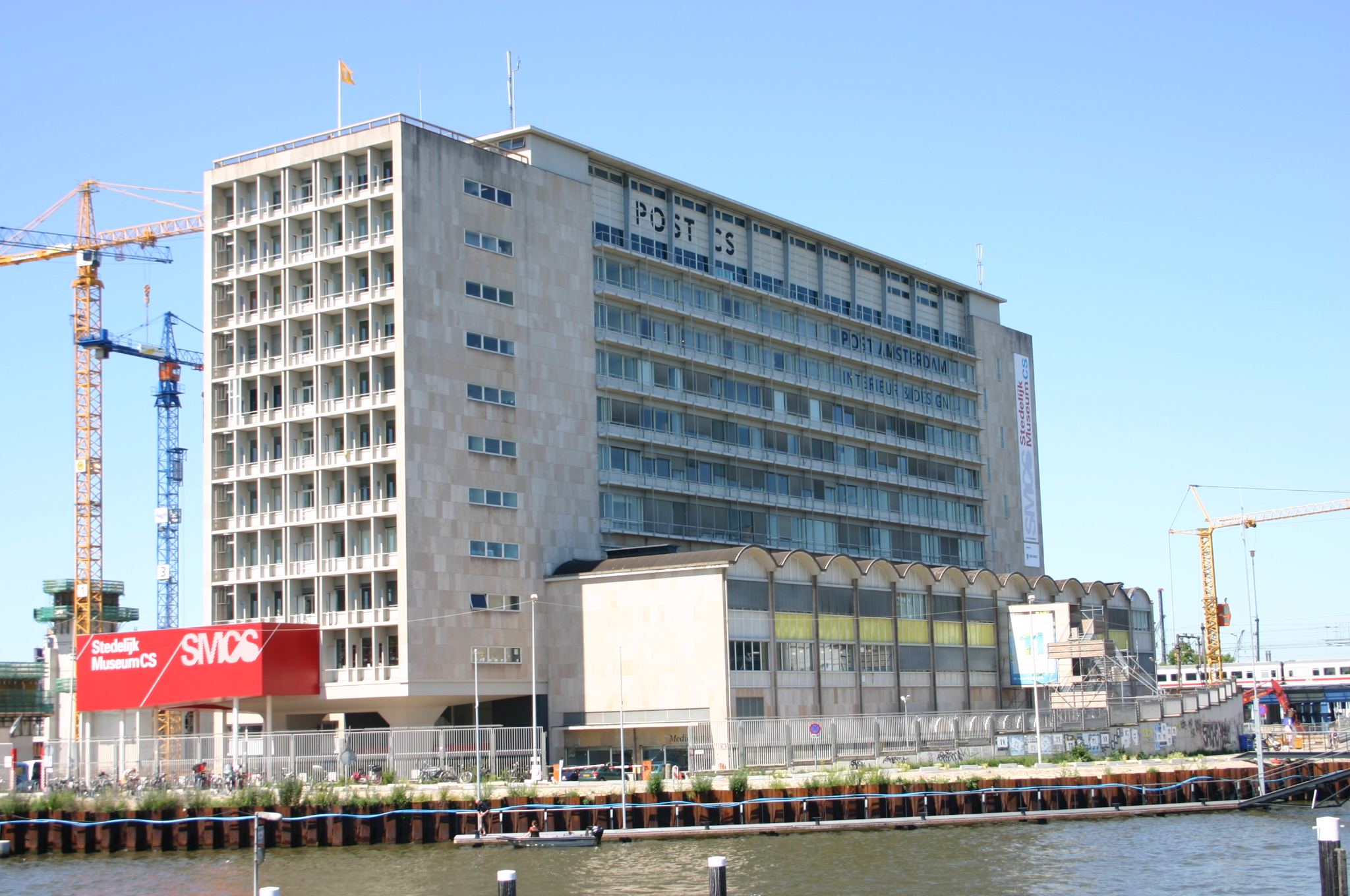
Het voormalige districtspostkantoor bij het Centraal Station te Amsterdam.

Elling wordt door sommigen wel beschouwd als een van de belangrijkste naoorlogse architecten. Zo was hij onder meer verantwoordelijk voor:
- Kantoor van het Gemeenschappelijk Administratiekantoor (GAK) aan het Bos en Lommerplein te Amsterdam.
- Districtspostkantoor bij het Centraal Station te Amsterdam (omvatte onder meer het Post CS-gebouw).
- Rijnhotel Rotterdam.
- Kantoorgebouw van De Geïllustreerde Pers te Amsterdam.
- Frankendaal Residentie Complex te Amsterdam.
- Secretariaatsgebouw Jaarbeurs aan het Vredenburg te Utrecht.
- Villa Schöne te Blaricum, in samenwerking met Bart van der Leck.
- Watertoren aan de Amstelveenseweg te Amsterdam.

Ook is Elling bekend geworden door zijn ontwerpen voor de diverse omroepgebouwen in Hilversum. Elling wordt ook wel beschouwd als geestelijk vader van het Media Park. Zo zijn de eerste gebouwen op het Media Park (toen nog Omroepkwartier genoemd) te weten het Studiocentrum (waar de televisiestudio's zijn gevestigd) en het Muziekpaviljoen (dat onder het beheer van het NOB het Audiocentrum werd genoemd) door Elling ontworpen. Het Muziekpaviljoen heeft de status van beschermd monument gekregen in 2010. Ook de gebouwen van de VARA en de NCRV werden door Elling ontworpen.